# SPEEDWAY (アルバム)
『SPEEDWAY』（スピードウェイ）は、TM NETWORKの11枚目のオリジナル・アルバム。2007年12月5日に発売。

## 背景
前作『NETWORK™ -Easy Listening-』以来3年半ぶりのオリジナルアルバム。本作の製作へのきっかけは、小室哲哉がiTunes Storeで、メンバー3人が以前在籍していたバンド、SPEEDWAYの楽曲を見つけたことから始まり、レコーディングに際し小室は「SPEEDWAYの『3rdアルバム』」「3人だけで自宅録音で制作する」イメージを提案した。
長らく廃盤となっていたが、2024年1月17日にリマスター版が再発売された
。

## 制作
本作では「SPEEDWAY」時代の楽曲制作を意識しており、小室の「デモテープを作るノリでやった方が洋楽らしくなる。他人の手が入ると商品になってしまう」という意向から小室・木根による作詞・作曲のみで、これまでほとんどの作詞に深く関わっている小室みつ子は本作においては全く関与せず、ゲストミュージシャンも「WELCOME BACK 2」でのそうる透以外はいないといった、メンバー以外の外注者はなく小室・宇都宮・木根の3人だけで制作されている。またレコーディングスタジオも小室の自宅スタジオをメインとし、ボーカルディレクション作業も宇都宮・木根の2人で進めていった。
いつもは宇都宮の歌入れは馴染みのスタジオを借りて行っていたが、小室の自宅スタジオで行われた。
制作の段階で小室が木根に「僕は作り飽きたから、いつもより多く曲を書いて欲しい。例えば10曲入りならその中の5曲くらい」と注文を付けた。そのため本作は異例にも、インストを除くと小室作曲の作品よりも木根作曲の作品の方が多くなっている。

## ディスクジャケット
ジャケットイラストは、ガイナックスの佐々木洋が担当し、アートワークコーディネーションとして武田康廣（ガイナックス取締役）が関わっている。

## 収録曲
| #         | タイトル                       | 作詞      | 作曲      | 編曲               | 時間  |
| --------- | ------------------------------ | --------- | --------- | ------------------ | ----- |
| 1.        | 「ACTION」                     | 小室哲哉  | 小室哲哉  | 小室哲哉           | 4:15  |
| 2.        | 「DIVING」                     | 小室哲哉  | 木根尚登  | 小室哲哉・木根尚登 | 4:41  |
| 3.        | 「PRIDE IN THE WIND」          | 小室哲哉  | 木根尚登  | 小室哲哉           | 4:10  |
| 4.        | 「RED CARPET」                 | 小室哲哉  | 小室哲哉  | 小室哲哉           | 4:31  |
| 5.        | 「TEENAGE」                    | 小室哲哉  | 木根尚登  | 小室哲哉           | 4:41  |
| 6.        | 「WELCOME BACK 2 -1983 Edit-」 | 小室哲哉  | 小室哲哉  | 小室哲哉           | 5:37  |
| 7.        | 「夏の終わり」                 | 小室哲哉  | 木根尚登  | 小室哲哉・木根尚登 | 4:20  |
| 8.        | 「N43 -1983 Edit-」            | 木根尚登  | 木根尚登  | 小室哲哉           | 5:27  |
| 9.        | 「ELECTRIC MUSIC」             |           | 小室哲哉  | 小室哲哉           | 5:30  |
| 10.       | 「YOU CAN FIND」               | 小室哲哉  | 小室哲哉  | 小室哲哉           | 3:45  |
| 11.       | 「MALIBU」                     |           | 小室哲哉  | 小室哲哉           | 4:26  |
| 合計時間: | 合計時間:                      | 合計時間: | 合計時間: | 合計時間:          | 51:23 |

## 曲解説
1. ACTION
  - テレビ東京の音楽ドキュメンタリー番組「みゅーじん」にて特集された際、小室がこの楽曲のコーラスを録る作業が映された。近年のライブでの定番曲となっている。
2. DIVING
  - 小室から「吉田拓郎さんみたいな曲作ってよ」と言われて[8]、「そのままではTMに似つかわしくない」と悩んでいた木根に、小室は「T・レックスの『20th Century Boy』をアコースティックギターでやる様な感じで」と言い、イントロを弾いた木根に「そういうのでお願い」と言われた途端にイメージが固まった[9]。
  - 当初は木根が同じパートを2回弾いて、それを重ねる予定だったが、木根は宇都宮がアコースティックギターを弾くを提案したら、小室・宇都宮が了承した[10]。木根・宇都宮の演奏を見た小室は「メロトロンを入れる」と言い出し、小室の私物の楽器を管理している倉庫からスタジオに搬入し、長い時間をかけて調整した[11]。
3. PRIDE IN THE WIND
4. RED CARPET
  - 久しぶりにメンバー3人で同時にスタジオに入って、別個に録らずに同時に歌った[12]。
5. TEENAGE
6. WELCOME BACK 2 -1983 Edit-
  - 37thシングルのアルバムバージョン。フェードアウトだったアウトロがカットアウトに変更されている。
7. 夏の終わり
8. N43 -1983 Edit-
  - 37thシングル「WELCOME BACK 2」のカップリング曲のアルバムバージョン。フェードアウトだったアウトロがカットアウトに変更されている。
9. ELECTRIC MUSIC
10. YOU CAN FIND
小室が19歳のときに作詞をしていたもので、同期で先輩ミュージシャンであった阿部晴彦からの依頼で作詞を手がけていたものであったが、その阿部が不慮の事故で他界し、表に出ることはなくお蔵入りになっていた。楽曲が見つかればカバーという形でアルバムのラストに収録しようと考えていた。遺族が保管していた数々の遺品から小室直筆、サイン入りの本楽曲の歌詞を記したレポート用紙が見つけ出されたが、肝心の阿部が歌った楽曲は見つからなかった。歌詞を見た小室が、今も当時も変わらぬ同じ想いを描いていたのだと改めて、その当時を振り返りメロディが作られた。阿部晴彦へのレクイエムとして、本作ではピアノのみのインストゥルメンタルとして収録され、この曲の歌詞カードのみ、その当時の手書きによる直筆の表記のままとなっている[13]。
11. MALIBU
  - 「コンサートのオープニングで流れる様な曲」をイメージして作られた[14]。

## クレジット

### レコーディングメンバー
- 小室哲哉 : Keyboards, Synthesizers, Acoustic Piano, Mellotron, Vocals
- 宇都宮隆 : Lead Vocals, Acoustic Guitar
- 木根尚登 : Guitars、Blues Harp、Backing Vocals
- そうる透 : Drums（#6）

### スタッフ
- Produced : 小室哲哉
- Mixed : 小室哲哉, 佐竹央行, 遠山勉
- Mastered : 前田康二
- Recording Engineer : 佐竹央行, 伊東俊郎, 遠山勉
- Synthesizer Programming : 岩佐俊秀, 溝口和彦
- Illustration & Character Design : 佐々木洋
- Art Works Coordination : 武田康廣, しらいしかずこ
- Art Direction & Design : 高橋伸明
- Photography : ささきまりこ
- A&R : 和泉かな
- General Producer : 内田久喜, 坂内光夫, 須藤晃
- Executive Producer : 大﨑洋, 橋爪健康